# Ranchettes, Wyoming
Ranchettes är en ort i Laramie County i sydöstra delen av den amerikanska delstaten Wyoming. Orten hade 5 798 invånare vid 2010 års folkräkning och utgör en förort till delstatshuvudstaden Cheyenne, belägen omedelbart norr om Cheyennes stadsgräns. Ranchettes saknar i egenskap av census-designated place kommunalt självstyre och administreras som del av Laramie County.